# Międzypokład
Międzypokład – pokład statku znajdujący się wewnątrz ładowni na drobnicowcu (jeden lub kilka). Jeżeli jest ich kilka, oznacza się je numerami, licząc od góry. Jeżeli występują dwa międzypokłady, zamiast numeracji jest górny i dolny międzypokład.
Międzypokłady na szerszą skalę pojawiły się wraz ze stalowymi jednostkami towarowymi na początku XX wieku.
Mają z reguły mniejsze dopuszczalne obciążenie niż dno ładowni. Ich zastosowanie pozwala na lepsze rozmieszczenie ładunków w ładowni (nie trzeba układać ładunku w stosy o wysokości na przykład 10 metrów, co zresztą w przypadku wielu towarów nie byłoby możliwe) oraz ich separację.
Międzypokłady wykorzystywano również do przewozu emigrantów. Na przykład takimi statkami towarowo-pasażerskimi były jednostki "Polbrytu" zakupione w Anglii w latach 1928-1929 dla obsługi ruchu emigracyjnego z Polski do USA, przez porty Wlk. Brytanii - s/s "Rewa" (200 pasażerów), s/s "Warszawa" (322 pasażerów), s/s "Premjer" (450 pasażerów) i s/s "Łódź" (200 pasażerów).
Luki w międzypokładach, prowadzące do niższych części są z reguły zamykane, na współczesnych statkach najczęściej są to składane pokrywy uruchamiane hydraulicznie. Zamknięcia między pokładami nie są wodoszczelne.